# Ottalamm
Ottalamm är en sjö i Ljusdals kommun i Hälsingland och ingår i Dalälvens huvudavrinningsområde.